# Ketawang Laok
Ketawang Laok is een bestuurslaag in het regentschap Sumenep van de provincie Oost-Java, Indonesië. Ketawang Laok telt 1979 inwoners (volkstelling 2010).